# Peter Schlickenrieder
Peter Schlickenrieder (né le 16 février 1970) est un fondeur allemand.

## Jeux olympiques
- Jeux olympiques d'hiver de 2002 à Salt Lake City  États-Unis:
  -  Médaille d'argent en Sprint.

## Coupe du monde
- Meilleur classement final: 33e.
- 2 victoires.